# Malicz (osada leśna)
Malicz – osada leśna w Polsce, położona w województwie opolskim, w powiecie kluczborskim, w gminie Lasowice Wielkie.